# 後藤はるか
後藤 はるか（ごとう はるか、1982年1月31日 - ）は、千葉県浦安市出身の女優、タレント、レポーターである。ドルチェスターに所属していた、現在はフリーで活動

## 来歴
劇団若草で3歳の時に子役としてデビューし、14歳まで所属。
2002年、ミス浦安として片岡優香、宇内芙美子、藤原由実子と共に4人組ユニット「Miss-U」でCDデビューした。
その後は、浦安市の行政情報番組『こちら浦安情報局』にレギュラー出演している。

## 出演

### テレビドラマ
- さわやか3組（1992年 - 1993年、NHK教育テレビ） - 由香 役
- わたしってブスだったの?（1993年、TBS） - 幼少時代の帰山夕子 役
- if もしも（1993年、フジテレビ） - 三崎春名 役
- ガラスの仮面2（1998年、テレビ朝日） - 演劇部員 役
- 火曜サスペンス劇場 松本清張スペシャル・中央流沙（1998年8月4日、日本テレビ）
- 新宿暴走救急隊（2000年、日本テレビ）
- 花衣夢衣（2008年、フジテレビ） - 看護婦 役
- ここはグリーン・ウッド 〜青春男子寮日誌〜（2008年、TOKYO MX ほか）
- ブザー・ビート〜崖っぷちのヒーロー〜（2009年、フジテレビ） - 会員制バーのホステス 役

### テレビ番組
- 嗚呼!バラ色の珍生!! (日本テレビ） - 再現ドラマ出演
- こちら浦安情報局（J:COM 市川・浦安/YouTube） - リポーター[5][6]

### 映画
- 252 生存者あり（2008年）
- 牙狼-GARO- 〜RED REQUIEM〜（2010年） - クラブの女 役

### 舞台
- うつせみ川
- 松風の家
- 淀どの日記
- 遠山の金さん
- 桃太郎侍
- 細雪 - 悦子 役
- サウンド・オブ・ミュージック

### CM
- 東京ガス
- 東日本銀行
- キリン のどごし〈生〉